# Abaqus
Abaqus FEA (tidligere ABAQUS) er en software suite  for 'finite element analysis' fra 1978 fra firmaet SIMULIA.
Produkt suiten består af fem hovedprodukter:
1. Abaqus/CAE, eller "Complete Abaqus Environment"
2. Abaqus/Standard
3. Abaqus/Explicit
4. Abaqus/CFD
5. Abaqus/Electromagnetic

Abaqus anvender open-source programmeringssproget Python.

## Ekstern henvisning
- Abaqus' hjemmeside (engelsk) Arkiveret 4. februar 2007 hos  Wayback Machine

| Software | Spire Denne artikel om software og programmering er en spire som bør udbygges. Du er velkommen til at hjælpe Wikipedia ved at udvide den. |